# Emma Reverter i Barrachina
Emma Reverter i Barrachina (Sitges) és una periodista i escriptora catalana que viu a Nova York. Llicenciada en Dret i Periodisme, ha escrit nombrosos articles i columnes d'opinió sobre les Nacions Unides, Guantánamo, la crisi de refugiats de d'Iraq i la pena de mort als Estats Units.
Els seus articles sobre política internacional i cultura s'han publicat als diaris Avui i La Vanguardia, al suplement cultural Babelia del diari El País, a National Geographic España i Viajes National Geographic, i a la revista Law and Security de la Facultat de Dret de la New York University (NYU).
Reverter ha seguit l'evolució de la presó de Guantánamo a Cuba des de l'inici. Ha viatjat a la base militar dues vegades (2004 i 2008). L'any 2004 va publicar el llibre Guantánamo, prisioneros en el limbo de la legalidad internacional.
Reverter és assessora de l'Instituto Cervantes de Nova York i col·labora com a traductora a The Innocence Project, un projecte de la Facultat de Dret Benjamin Cardozo de Nova York que té per objectiu demostrar la innocència de condemnats a mort mitjançant proves d'ADN. En 2014 va rebre la XLII Ploma d'Or del Consell Municipal de Cultura de l'ajuntament de Sitges.

## Obres
- Guantánamo, prisioneros en el limbo de la legalidad internacional (2004)
- Citas en Manhattan (2008)[5]
- Politik. El manifiesto gráfico, novel·la gràfica amb Màrian Ben-Arab.[6]